# サザンフランネルモス
サザンフランネルモス（学名 : Megalopyge opercularis）は、鱗翅目メガロビギア科の昆虫の一種である。

## 分布
主に北アメリカ大陸や新熱帯区を中心とした、フロリダ州、テキサス州、メリーランド州、ケント島またはメキシコにも分布。日本で発見された記録はない。

## 形態・生態
幼虫の体長は10㎜ほど。長く豊かな剛毛で覆われており、その姿が小さなペルシャ猫に似ていることから、英名がついた。色は、白灰色や、金茶色、また濃いチャコールグレー等様々。明るいオレンジ色のラインが入っていることが屡々で、初齢幼虫の頃は、体を覆う毛皮が、近縁種のMegalopyge crispataとは異なり、体は、体調をはるかに超えて伸びる先細の尾のような状態となっている。中齢虫は、特徴的な尾がなく、より乱れた「毛の日」のような外観をしている。
幼虫の「毛皮」には有毒な棘が含まれており、接触すると人間の皮膚に非常に痛みを伴う反応を引き起こす。成虫の蛾は、くすんだオレンジ色からレモンイエローまでの長い毛皮で覆われ、毛むくじゃらの脚と毛羽立った黒い足を持っている。後部と平らな前端があり後者は少なくとも完全に形成されるまで鰓蓋を覆っているため、綿のように膨らんだ外観である。